# Ophiomyia prima
Ophiomyia prima este o specie de muște din genul Ophiomyia, familia Agromyzidae, descrisă de Spencer în anul 1969.
Este endemică în Alberta. Conform Catalogue of Life specia Ophiomyia prima nu are subspecii cunoscute.